# Шайдель, Вольфганг
Вольфганг Шайдель (нем. Wolfgang Scheidel; 9 марта 1943, Эрфурт, Германия) — немецкий саночник, олимпийский чемпион, чемпион мира, выступавший за сборную ГДР в середине 1960-х — начале 1970-х годов. Принимал участие в двух зимних Олимпийских играх, на соревнованиях 1968 года в Гренобле, выступая в программе мужских одиночных заездов, не смог пройти трассу из-за дисквалификации. На играх 1972 года в Саппоро в той же дисциплине по итогам всех заездов поднялся на первое место и получил золотую медаль.
Вольфганг Шайдель, кроме того, является обладателем трёх наград чемпионатов мира, в его послужном списке одно золото за парные состязания (1965) и две бронзы за одиночные (1969, 1970). Дважды атлет получал подиум чемпионатов Европы (1970, 1971) — оба раза занимал второе место в соревнованиях одиночных экипажей. По окончании карьеры профессионального спортсмена Шайдель продолжил заниматься санным спортом, став детским тренером в своём родном клубе ASK Vorwärts Oberhof, где работал до 1977 года. Затем некоторое время побыл спортивным инструктором, а после объединения Германии в 1990 году уехал в город Ильменау и занялся бизнесом, выкупив кислородную станцию.